# Sitzendorf an der Schmida
Sitzendorf an der Schmida is een gemeente in de Oostenrijkse deelstaat Neder-Oostenrijk, gelegen in het district Hollabrunn (HL). De gemeente heeft ongeveer 2200 inwoners.

## Geografie
Sitzendorf an der Schmida heeft een oppervlakte van 61,83 km². Het ligt in het noordoosten van het land, ten noorden van de hoofdstad Wenen en ten zuiden van de grens met Tsjechië.
Alberndorf im Pulkautal · Göllersdorf · Grabern · Guntersdorf · Hadres · Hardegg · Haugsdorf · Heldenberg · Hohenwarth-Mühlbach am Manhartsberg · Hollabrunn · Mailberg · Maissau · Nappersdorf-Kammersdorf · Pernersdorf · Pulkau · Ravelsbach · Retz · Retzbach · Schrattenthal · Seefeld-Kadolz · Sitzendorf an der Schmida · Wullersdorf · Zellerndorf · Ziersdorf
- Gemeinsame Normdatei: 4284223-2
- Library of Congress Control Number: no2009113569
- Système universitaire de documentation: 151245428
- Virtual International Authority File: 158678159
- WorldCat: E39PBJkhGxVjvy6CXYqjb4xbh3